# スオイティエンバスターミナル駅
スオイティエンバスターミナル駅（ベトナム語：Ga Bến xe Suối Tiên / Ga 𡔖車𤂬仙?）はベトナム社会主義共和国ビンズオン省ジーアン市に位置するホーチミン地下鉄の駅である。

## 路線
ホーチミン地下鉄
1号線

## 隣の駅
ホーチミン地下鉄
1号線
国家大学駅 - スオイティエンバスターミナル駅